# Ненавмисна перемога
«Ненавмисна перемога» (англ. Victory Unintentional) — науково-фантастичне оповідання американського письменника  Айзека Азімова, опубліковане в 1942 році в журналі Super Science Stories. Оповідання ввійшло в збірки «Інше про роботів» (1964), «Все про роботів» (1982).

## Сюжет
Людські колоністи з Ганімеда послали трьох надзвичайно міцних та витривалих роботів ZZ-1, ZZ-2 та ZZ-3, щоб дослідити поверхню Юпітера та зібрати дані про цивілізацію юпітеріанців, яка видавалися людям надзвичайно численною та технічно розвинутою.
Після посадки корабля, роботів зустріли войовничі та дуже зверхні юпітеріанці. Вони спробували знищити роботів зброєю, що дійсно могла б зашкодити жителю Землі — тепловими променями та газами.
Після невдачі аборигенів, роботи попросились оглянути місто, щоб розвідати технології, підготовані для війни з людьми. По дорозі ZZ-1, який був трохи простіше запрограмований за інших, попросився дослідити озеро і ненароком вбив якусь гігантську місцеву тварюку. Місцеві зробили вигляд, що все нормально, а роботи вибачились за ZZ-1.
В місті юпітеріанці сказали, що вони підуть спати, а завтра продовжать переговори. Роботи відповіли, що спокійно почекають у будь-якому приміщенні, оскільки їм не потрібен відпочинок. А на ранок ZZ-1 ненароком проламав надану їм товсту сталеву оселю. Юпітеріанці облаяли їх, а роботи вибачились.
Коли місцеві захотіли їх вразити своїми заводами, ZZ-1 з цікавості засунув руку в чан з рідким металом. Юпітеріанці, знову облаяли їх, а роботи вибачились.
Потім роботи знову вибачились, що вбили своєю радіацією місцевих бактерій.
Насамкінець їм показали силові поля, і спитали чи є така технологія у землям. Роботи відповіли, що вона їм не потрібна, оскільки вони можуть безпечно перебувати у відкритому космосі. Юпітеріанці, знову облаяли їх.
Роботи понуро почали збиратись і повідомили юпітеріанцям, що передають їх погрозу: «Війна до кінця».
На що ті попросили роботів час порадитись і потім ввічливо запевнили, що відтепер бажають землянам тільки миру.
Під час польоту ZZ-3, як найрозумніший серед них, припустив, що юпітеріанці, напевно, сприйняли їх як корінних жителів Землі.